# ثيودور وايس
ثيودور وايس (بالإنجليزية: Theodore Weiss)‏ هو شاعر أمريكي، ولد في 16 ديسمبر 1916 في ريدينغ في الولايات المتحدة، وتوفي في 15 أبريل 2003.